# Innokenti Smoktunovski

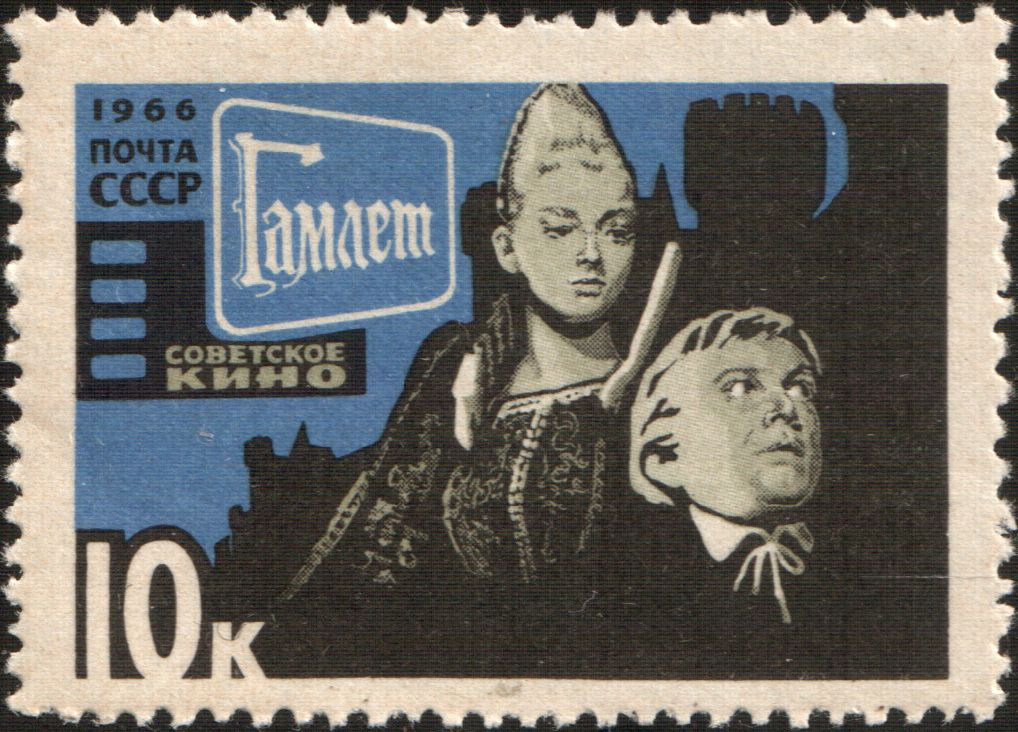
Timbru poștal din 1966 cu personajele din film interpretate de Anastasia Vertinskaia și Innokenti Smoktunovski

Innokenti Smoktunovski (n. 28 martie 1925, Tatyanovka⁠(d), Q19837073⁠(d), Regiunea Tomsk, Rusia – d. 3 august 1994, Kubinka, Moscova, Rusia, numele original: în rusă Инноке́нтий Миха́йлович Смоктуно́вский, transliterat: Innokenti Mihailovici Smoktunovski) a fost un actor sovietic de film și de teatru. Interpretul unor personaje memorabile printre care prințul Mîșkin, Hamlet, unchiul Vania , sau al unor personalități cu identitate de neuitat ca Mozart, Lenin, Ceaikovski sau Roosevelt care și-a susținut jocul detașat, cu o interpretare elegantă, a intrat în „fondul de aur” al artei teatrale rusești.

## Filmografie selectivă[8][9][10]
- 1956 Soldații (Солдаты / Soldatî), regia Aleksandr Ivanov
- 1957 Furtuna (Шторм / Ștrom), regia Mihail Dubson
- 1957 Alături de noi (Рядом с нами), regia Adolf Bergunker
- 1959 Scrisoare neexpediată (Неотправленное письмо), regia Mihail Kalatozov
- 1960 Din toamnă până în primăvară (До будущей весны), regia Viktor Sokolov
- 1962 Nouă zile dintr-un an (Девять дней одного года / Deviat dnei odnogo goda), regia Mihail Romm
- 1964 Hamlet (Гамлет /Gamlet), regia Grigori Kozințev și Iosif Șapiro
- 1965 Pe aceeași planetă (На одной планете), regia Ilia Olșvangher
- 1966 Feriți-vă automobilul! (Берегись автомобиля), regia Eldar Reazanov
- 1968 Măsura riscului (Степень риска), regia Ilia Averbah
- 1968 Cadavrul viu (Живой труп), regia Vladimir Vangherov
- 1969 Crimă și pedeapsă (Преступление и наказание), regia Lev Kulidjanov
- 1970 Ceaikovski (Чайковский), regia Igor Talankin
- 1970 Unchiul Vania (Дядя Ваня), regia Andrei Mihalkov-Koncealovski
- 1972 Îmblânzirea focului (Укрощение огня), regia Danil Hrabrovițki
- 1974 Romanță despre îndrăgostiți (Романс о влюблённых), regia Andrei Mihalkov-Koncealovski
- 1975 Steaua fericirii captive (Звезда пленительного счастья), regia Vladimir Motîl
- 1974 Ana și comandorul (Анна и Командор / Anna i Komandor), regia Evgheni Hriniuk
- 1974 Alegerea (Выбор цели), regia Igor Talankin
- 1975 Fiice și mame (Дочки-матери), regia Serghei Gherasimov
- 1977 Prințesa și bobul de mazăre (Принцесса на горошине), regia Boris Rîțarev
- 1977 Stepa (Степь), regia Serghei Bondarciuk
- 1979 Bariera (ru:Барьер / bg: Бариерата / Barierata), regia Hristo Hristov
- 1979 Moscova nu crede în lacrimi (Москва слезам не верит), regia Vladimir Menșov
- 1981 Născuți în furtună (Рождённые бурей), regia Gheorghi Nikolaenko
- 1983 Doi sub o umbrelă (Двое под одним зонтом), regia Gheorghi Iungvald-Hilkevici
- 1985 Strania poveste a doctorului Jekyll și a domnului Hyde (Странная история доктора Джекила и мистера Хайда ), regia Aleksandr Orlov
- 1986 Ultimul drum (Последняя дорога), regia Leonid Menaker
- 1986 Ochi negri (Очи чёрные / Oci ciornîe), regia Nikita Mihalkov
- 1987 Prima întâlnire, ultima întâlnire (Первая встреча, последняя встреча), regia Vitali Melnikov
- 1987 Înainte, marinari! (Гардемарины, вперёд! ), regia Svetlana Drujinina
- 1987 La sfârșitul nopții (На исходе ночи), regia Rodion Nahapetov
- 1987 Azilul de noapte (Без солнца / Bez solnța), regia Iuli Karasik
- 1988 Zonă interzisă (Запретная зона), regia Nikolai Gubenko
- 1988 Coridorul negru (Чёрный коридор), regia Vladimir Derbenev
- 1989 Mama (Мать / Mati), regia Gleb Panfiov
- 1990 Croitor de damă (Дамский портной / ), regia Leonid Goroveț
- 1991 Asediul Veneției (Осада Венеции / Osada Veneții), regia Giorgio Ferrara
- 1994 Călătorie în est (Поездка на восток / Poezdka na vostok), regia Stefan Chazbijewicz
- 1994 Sărbătoare albă (Белый праздник / Belîi prazdnik), regia Vladimir Naumov